# Matthew Boulton (industriel)
Pour les articles homonymes, voir Boulton et Matthew Boulton.
Matthew Boulton (3 septembre 1728 - 18 août 1809) est un industriel britannique et un associé de l'ingénieur écossais James Watt. Dans le dernier quart du XVIIIe siècle, ils installent des centaines de machines à vapeur Boulton & Watt dont les performances rendent possible la mécanisation de l'industrie. Boulton applique des techniques modernes à la frappe des pièces de monnaie et réalise des millions de pièces pour le Royaume-Uni et d'autres pays.
Né à Birmingham en 1728, Boulton est le fils d'un fabricant de petits objets métalliques qui meurt lorsque Boulton a 31 ans. À ce moment, il gère l'entreprise pendant plusieurs années, l'agrandit et construit une manufacture de Soho près de Birmingham. Dans celle-ci, il adopte les techniques les plus récentes et se diversifie dans la production de plats en argent, la dorure au mercure et d'autres objets décoratifs. Lorsque l'associé de James Watt, John Roebuck, devient incapable de rembourser un prêt à Boulton, il lui cède ses parts dans le brevet de Watt. Boulton fait pression sur le Parlement du Royaume-Uni pour prolonger le brevet de Watt de 17 ans, permettant à la compagnie de vendre des centaines de machines initialement à des mines puis à des usines.
Boulton est un membre éminent de la Lunar Society qui réunit des industriels, des inventeurs et des scientifiques de la région de Birmingham. Parmi ceux-ci figurent aussi Erasmus Darwin, Joseph Priestley et Josiah Wedgwood. Les membres de la Société développent de nombreux concepts qui posent les bases de la révolution industrielle.
Boulton fonde la Soho Mint, à laquelle il adapte rapidement des machines à vapeur. Il cherche à améliorer l'état lamentable des pièces britanniques et après plusieurs années d'efforts, il reçoit un contrat pour fabriquer les premières pièces de monnaie britannique en cuivre depuis près d'un quart de siècle. Ses pièces de type « cartwheel » étaient difficiles à contrefaire et les pence en cuivre continuent d'être frappés jusqu'à la décimalisation de 1971. Boulton prend sa retraite en 1800 même s'il continue à gérer sa Monnaie et il meurt en 1809. Son portrait apparaît avec celui de James Watt sur les billets de 50 £.

## Contexte
Birmingham était de longue date un centre de l'industrie métallurgique. Au début du XVIIIe siècle, la ville entra dans une phase d'expansion car la production d'objets en fer devint plus facile et moins coûteuse grâce au remplacement (à partir de 1709) du charbon de bois par le coke dans les fonderies. Le manque de bois dans une Angleterre de plus en plus déboisée et la découverte de grandes quantités de charbon dans les comtés de Warwickshire et de Staffordshire accélèrent la transition. La plus grande partie du fer était forgé dans des petites fonderies près de Birmingham, particulièrement dans le Black Country. Les fines plaques métalliques étaient ensuite transportées dans des usines dans et autour de Birmingham. La ville étant loin de la mer et des grands fleuves et comme les canaux n'avaient pas encore été construits, les coûts de transport étaient élevés et les forgerons se concentraient sur la production de petits objets relativement coûteux comme les boutons et les broches. Le Français Alexander Missen écrivit que même s'il avait vu d'excellents manches de canne, boites de tabac à priser et autres objets métalliques à Milan, « les mêmes peuvent être moins chers et de meilleure qualité à Birmingham ».
Boulton était le descendant d'une famille de Lichfield où son arrière-arrière-arrière-arrière-grand-père, Zachary Babington, était chancelier ecclésiastique. Le père de Boulton, également appelé Matthew et né en 1700, déménagea à Birmingham pour y devenir apprenti et en 1723, il épousa Christiana Piers. Boulton père était un forgeron possédant un petit atelier spécialisé dans les broches. Matthew Boulton est né en 1728 et il était le troisième enfant de la famille et le second à porter ce nom ; le premier Matthew était mort à l'âge de deux ans en 1726.

## Jeunesse
L'entreprise de Boulton père était prospère après la naissance de Boulton fils et la famille déménagea dans la région de Snow Hill de Birmingham alors un quartier aisé de nouvelles maisons. Comme l'école locale était délabrée, Boulton fut envoyé à Deritend de l'autre côté de Birmingham. Il quitta l'école à quinze ans et deux ans plus tard, il inventa une méthode d'incrustation de l'émail sur les broches qui se révéla si populaire que les broches furent exportés en France puis réimportées au Royaume-Uni où elles étaient présentées comme les derniers perfectionnements français.
Le 3 mars 1749, Boulton épousa Mary Robinson, une cousine éloignée et la fille d'un négociant en tissu prospère. Ils habitèrent brièvement chez la mère de la mariée à Lichfield puis s'installèrent à Birmingham où Boulton père fit de son fils un associé à l'âge de 21 ans. Même si Boulton fils signait les courriers professionnels par « du père et moi », à partir du milieu des années 1750 il gérait effectivement la société. Boulton père prit sa retraite en 1757 et mourut en 1759.
Les Boulton avaient trois filles au début des années 1750 mais toutes moururent en bas âge. La santé de Mary Boulton se détériora et elle mourut en août 1759. Peu après sa mort, Boulton commença à faire la cour à la sœur de sa défunte épouse, Anne. Le mariage avec la sœur d'une épouse décédée était interdit par la loi ecclésiastique même si cela était permis par la loi séculière. Le frère d'Anne, Luke, s'opposa à cette union car il craignait que Boulton ne contrôle (et peut-être ne gaspille) toute la fortune de la famille Robinson. Ils se marièrent néanmoins le 25 juin 1760 dans la banlieue de Londres. Eric Delieb, qui écrivit un livre sur les produits de Boulton, suggère que le prêtre présent lors du mariage, James Penfold, un curé pauvre, fut probablement acheté. Boulton dit par la suite à un autre homme qui cherchait à épouser la sœur de son épouse décédée, « je vous conseille de ne rien dire de vos intentions mais de vous rendre rapidement et secrètement en Écosse ou dans un coin obscur de Londres, disons Wapping, et d'y prendre un logement pour devenir un paroissien. Lorsque le mois est passé et que la loi est satisfaite, vivez et soyez heureux… Je recommande le silence, le secret et l'Écosse ».
Les Boulton eurent deux enfants, Matthew Robinson Boulton et Anne Boulton. En 1764, Luke Robinson mourut et sa propriété passa à sa sœur Anne et donc sous le contrôle de Matthew Boulton.

## Innovateur

### Expansion de son entreprise

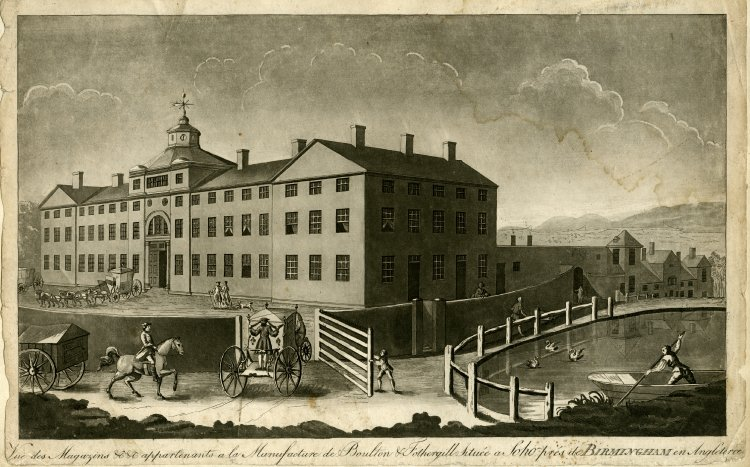
La manufacture de Soho en 1773

Après la mort de son père en 1759, Boulton prit le contrôle complet de l'entreprise métallurgique familiale. Il passa beaucoup de temps en déplacement en Angleterre pour faire connaître ses produits. Il obtint d'un ami qu'il présente une épée de sa fabrication au prince Edward et le cadeau impressionna tellement le frère aîné du prince, George, prince de Galles, le futur roi George III, qu'il en commanda une. Avec le capital accumulé lors de ses deux mariages et avec l'héritage de son père, Boulton chercha un site plus grand pour étendre sa société. En 1761, il acheta un terrain de 5,3 ha à Soho où se trouvait une résidence, Soho House et un laminoir. Soho House fut initialement occupée par les proches de Boulton puis par son premier associé, John Fothergill. En 1766, Boulton demanda à Fothergill de quitter les lieux et il s'y installa avec sa famille. Lui et sa femme y restèrent jusqu'à leur mort. Anne Boulton succomba à une crise cardiaque en 1783 et Matthew mourut en 1809 des suites d'une longue maladie.

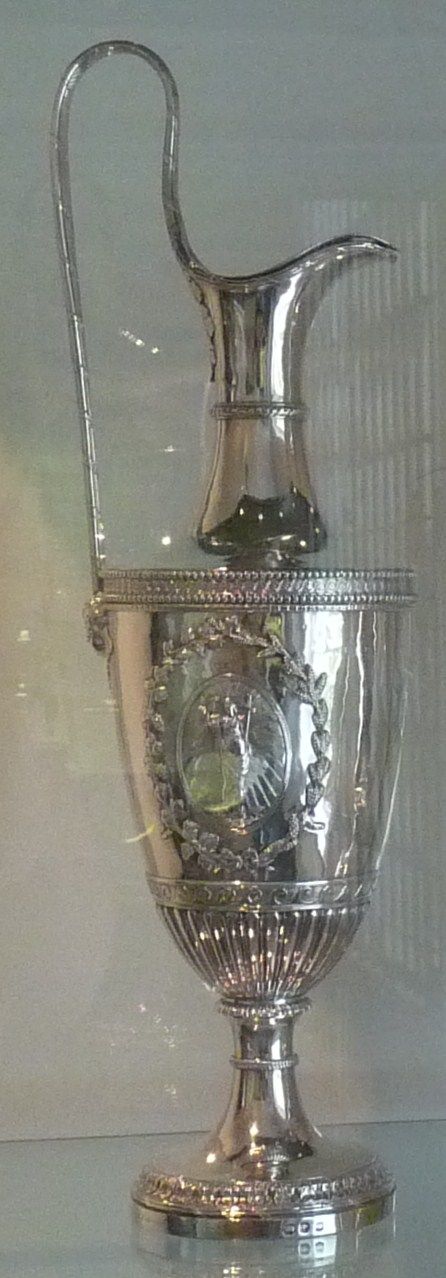
Pichet d'église en argent sterling fabriqué par Boulton et Fothergill en 1774.

Le terrain de Soho comprenait des terrains communaux que Boulton fit enclore. En 1765, la construction de la manufacture de Soho (en) fut achevée. Le bâtiment principal possédait une devanture de style palladien, 19 baies de chargement et de déchargement et abritait les bureaux des cadres dans les étages supérieurs. La structure fut conçue par l'architecte local William Wyatt à une époque où les bâtiments industriels étaient généralement dessinés par des ingénieurs. Les autres bâtiments abritaient des ateliers. Boulton et Fothergill investirent dans le matériel le plus avancé et le complexe était considéré comme une merveille de l'industrie moderne. Le coût du bâtiment principal avait été estimé à 2 000 £ (environ 217 000 £ de 2012) mais le coût final fut cinq fois plus élevé. Boulton et Fothergill dépensèrent plus de 20 000 £ pour construire les bâtiments et acheter le matériel. La somme dépassant les moyens de la société, les deux hommes empruntèrent énormément et durent gérer adroitement leurs créditeurs.
Parmi les produits que Boulton envisageait de fabriquer dans sa nouvelle installation figuraient des assiettes en argent sterling pour les plus aisés et en cuivre plaqué argent pour les autres. Boulton et son père fabriquaient depuis longtemps des petits objets en argent mais personne n'avait fabriqué de grands objets en argent à Birmingham avant Boulton. Pour produire des chandeliers moins coûteux que ceux fabriqués à Londres, la compagnie utilisa des matrices pour emboutir des sections fines qui étaient ensuite assemblées. L'un des obstacles rencontrés par Boulton était l'absence d'un bureau d'analyse à Birmingham pour tester la pureté des métaux précieux. Les petits objets en métal fabriqués par la société familiale étaient généralement trop légers pour être testés mais les assiettes en argent devaient être envoyées au bureau d'analyse le plus proche à Chester à 110 km pour être analysées et poinçonnées avec tous les risques de pertes liés au transport. Une autre solution aurait été de les envoyer à Londres mais le risque était qu'elles soient copiées par la concurrence. Boulton écrivit en 1771, « je suis très désireux de devenir un grand orfèvre mais je suis déterminé à ne pas suivre cette voie à moins d'obtenir un bureau d'analyse à Birmingham ». Boulton déposa une requête auprès du Parlement en ce sens. Malgré la forte opposition des orfèvres de Londres, il parvint à obtenir du Parlement qu'il vote un décret pour établir des bureaux d'analyse à Birmingham et Sheffield où les orfèvres avaient connu les mêmes difficultés que lui. Le marché de l'argent se révéla peu rentable du fait du coût d'opportunité de conserver de grandes quantités de capital attachées au stock d'argent. La société continua de fabriquer de nombreuses assiettes en argent mais Boulton délégua la responsabilité de cette partie du travail à des subordonnés et il resta à l'écart de celle-ci.

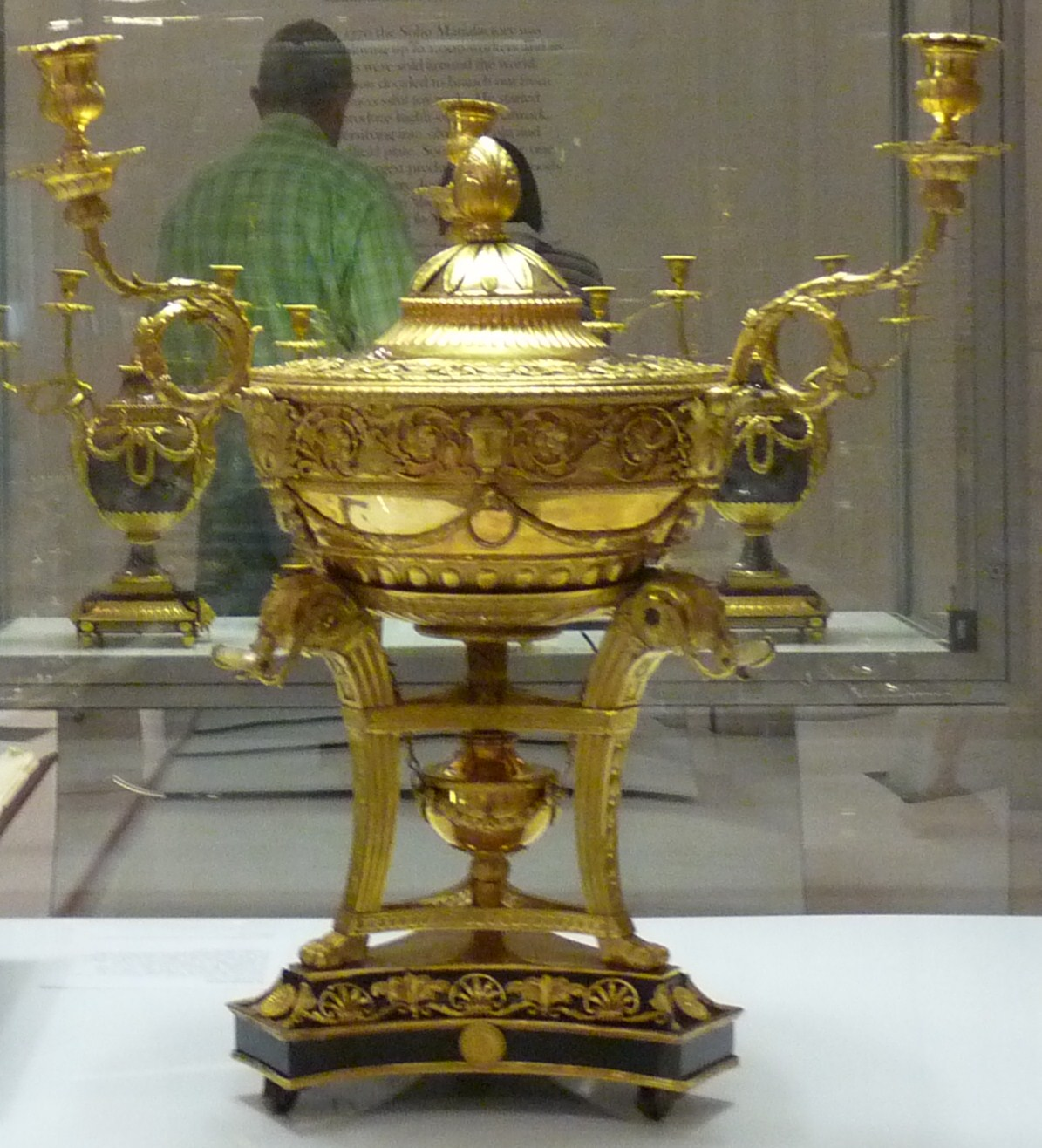
Boîte à thé dorée au mercure du début des années 1760.

À la fin des années 1760 et au début des années 1770, les vases décorés étaient à la mode chez les riches et il chercha à exploiter cet engouement en vendant des vases dorés au mercure qui étaient auparavant une spécialité française. Il commanda des vases en céramique à son ami et membre de la Lunar Society, Josiah Wedgwood, mais la céramique se révéla incapable de supporter le poids des décorations et Boulton choisit le marbre et d'autres pierres décoratives pour fabriquer ses vases. Boulton copia les formes des Grecs de l'Antiquité et emprunta les œuvres d'art de collectionneurs, de marchands et de sculpteurs tandis que Fothergill et d'autres traversèrent l'Europe à la recherche d'idées. En mars 1770, Boulton rendit visite à la famille royale britannique et vendit plusieurs vases à la reine Charlotte, l'épouse de George III. Il organisa des ventes annuelles chez Christie's en 1771 et 1772 qui permirent de faire connaître ses produits mais même s'ils étaient réputés, les ventes n'étaient pas au rendez-vous et de nombreux objets étaient vendus à perte ou pas du tout. Lorsque l'engouement pour les vases cessa au début des années 1770, le partenariat se retrouva avec un large stock qui fut en grande partie écoulé lors d'une vente massive à Catherine II de Russie. L'impératrice considérait ces vases dorés au mercure comme de meilleure qualité et moins chers que les produits français. Boulton continua à chercher des commandes mais la dorure au mercure fut abandonnée par l'entreprise en 1779 et lorsque le partenariat prit fin à la mort de Fothergill en 1782, il ne restait que 14 objets de ce type dans les entrepôts.

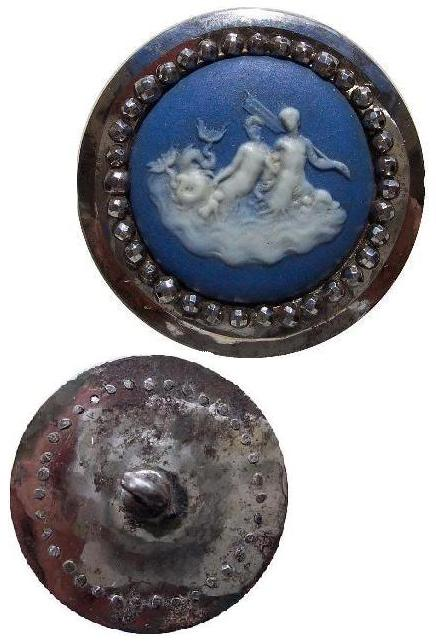
Boutons Wedgwood avec leur monture en acier, vers 1760

Parmi les produits les plus apprécies de Boulton se trouvaient des montures pour des petits objets Wedgwood comme des plaques, des broches en camée et des boutons en céramique dont le fameux jaspe pour lequel l'entreprise Wedgwood reste encore connue aujourd'hui. Les montures de ces articles étaient en fer doré au mercure ou en acier et avaient un éclat semblable à celui d'un bijou. Boulton et Wedgwood étaient amis, alternaient entre coopération et compétition et Wedgwood écrivit sur Boulton, « cela redouble mon courage de rencontrer le premier industriel d'Angleterre. J'aime l'homme, j'aime son esprit ».
Dans les années 1770, Boulton introduisit un système d'assurance pour ses ouvriers en cas d'accident ou de maladie et il servit de modèle pour d'autres structures. Il s'agissait du premier organisme de ce type dans un grand établissement et les ouvriers payaient un-seizième de leur salaire à la Soho Friendly Society dont l'adhésion était obligatoire. Les apprentis de la société étaient des enfants pauvres ou des orphelins qui devenaient ainsi des ouvriers qualifiés ; il refusa d'engager des fils de la classe supérieure comme apprentis en avançant qu'ils seraient « perdus » au milieu d'enfants plus pauvres.
Certaines innovations de Boulton furent des échecs. Avec le peintre Francis Eginton, il créa un procédé de reproduction mécanique de peintures mais il abandonna le projet. Boulton et le chimiste James Keir produisirent un alliage appelé « métal Eldorado » qui selon eux ne se corrodait pas dans l'eau et pouvait être utilisé pour le revêtement des navires. Après des essais en mer, l'Amirauté rejeta ces affirmations et le métal fut utilisé pour les fenêtres à guillotine de Soho House. Boulton craignit que la construction d'un canal à proximité menacerait son approvisionnement en eau mais cela ne fut pas le cas et en 1779, il écrivit « notre navigation est prospère ; la jonction avec le canal de Wolverhampton est complète et nos pouvons déjà naviguer jusqu'à Bristol et Hull ».

### Partenariat avec Watt

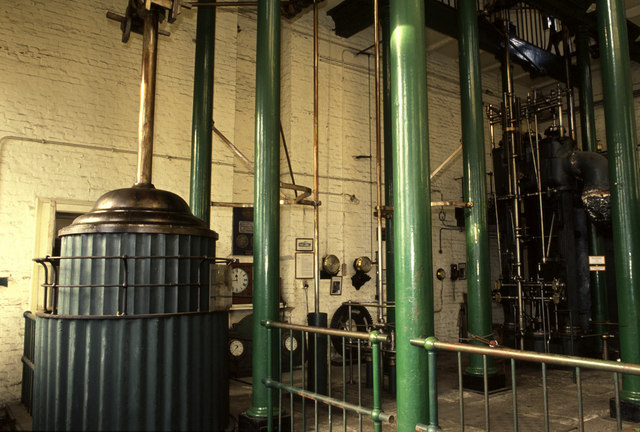
Machine à balancier Boulton & Watt exposée au musée Kew Bridge Steam de Londres

La production d'énergie hydraulique se révéla insuffisante sur le site de la manufacture de Soho en particulier l'été lorsque la rivière n'était plus assez haute pour alimenter le moulin à eau. Boulton réalisa qu'une machine à vapeur pour pomper de l'eau dans le bassin de réserve ou alimenter directement les équipements permettrait d'accroître la production. Il commença à correspondre avec James Watt en 1766 et le rencontra pour la première fois deux ans après. En 1769, Watt breveta une machine avec un condenseur séparé, une innovation qui la rendait bien plus efficace que les machines antérieures. Boulton comprit que non seulement cette machine pourrait alimenter sa manufacture mais également que sa production serait une entreprise rentable.
Après avoir déposé son brevet, Watt travailla peu au développement de sa machine en un produit commercialisable et se consacra à d'autres travaux. En 1772, le partenaire de Watt, John Roebuck, rencontra des difficultés financières et Boulton, à qui il devait 1 200 £, accepta ses deux tiers des parts dans le brevet de Watt en remboursement de la dette. Fothergill, le partenaire de Boulton, refusa de participer à la transaction et demanda de l'argent. La part de Boulton ne valait cependant pas grand-chose sans les efforts de Watt pour améliorer son invention. À l'époque, les machines à vapeur étaient essentiellement utilisées pour pomper l'eau des mines. La machine la plus utilisée était celle de Thomas Newcomen qui consommait énormément de charbon et ne permettait pas de pomper l'eau des mines les plus profondes. Les travaux de Watt étaient bien connus et un grand nombre de mines qui avaient besoin de machines reportèrent leurs achats dans l'espoir que Watt commercialise son invention.
Boulton se vantait des talents de Watt et ce dernier reçut une offre d'emploi du gouvernement russe que Boulton le persuada de refuser. En 1774, il le convainquit de déménager à Birmingham et ils formèrent un partenariat l'année suivante. En 1775, six années du brevet de 14 ans de Watt étaient passées mais grâce au lobby de Boulton auprès du Parlement, ce dernier vota un décret prolongeant le brevet de Watt jusqu'en 1800. Boulton et Watt commencèrent à améliorer la machine et avec l'aide du sidérurgiste John Wilkinson (beau-frère de Joseph Priestley, membre de la Lunar Society), ils parvinrent à rendre la machine commercialement rentable.

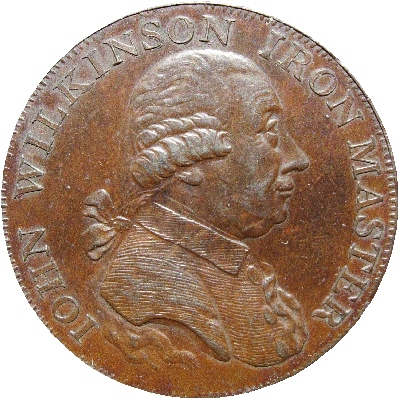
John Wilkinson représenté sur un demi-penny de 1793 frappé par la Soho Mint.

En 1776, le partenariat implanta deux machines, l'une pour Wilkinson et l'autre dans la mine de Tipton dans le Black Country. L'accueil fut favorable et Boulton et Watt commencèrent à installer de nouvelles machines. La société produisait rarement l'engin elle-même ; elle faisait acheter les pièces détachées chez des sous-traitants par l'acheteur et l'engin était assemblé sur place sous la supervision d'un ingénieur de Soho. La compagnie réalisait ses profits en comparant la quantité de charbon utilisée par la machine avec celle consommée par une ancienne version, comme celle de Newcomen, et demandait un-tiers des économies réalisées durant 25 ans. Ce moyen de facturation causa des disputes car de nombreuses mines utilisaient du charbon de qualité inférieure dont le prix couvrait uniquement le coût de l'extraction. Les propriétaires des mines étaient également réticents à l'idée de réaliser des paiements annuels sur 25 années pour une machine qu'ils considéraient comme étant la leurs et menacèrent de faire pression sur le Parlement pour qu'il annule le brevet de Watt.
Le comté de Cornouailles était le principal marché pour les machines de l'entreprise car elle possédait de nombreuses mines. Néanmoins les rivalités locales et le prix élevé du charbon, qui devait être importé du Pays de Galles, forcèrent Watt et ensuite Boulton à passer plusieurs mois par an en Cornouailles pour superviser les installations et résoudre les problèmes avec les propriétaires des mines. En 1779, la société engagea l'ingénieur William Murdoch pour qu'il gère la gestion des machines installées et cela permit à Watt et Boulton de rester à Birmingham.
Les machines pompant l'eau des mines eurent un grand succès. En 1782, la société chercha à modifier l'invention de Watt pour que la machine ait un mouvement rotatoire la rendant utilisable dans les usines et les moulins. Lors d'une visite dans le Pays de Galles en 1781, Boulton avait vu un puissant laminoir de cuivre actionné par un moulin à eau qui fonctionnait rarement pendant l'été du fait de la sécheresse. Suggérant une machine à vapeur, Boulton écrivit à Watt pour le presser de modifier la machine car ils atteignaient la limite du marché d'exhaure des mines. Watt consacra une grande partie de l'année 1782 aux modifications et même s'il s'inquiétait du possible manque de commandes, il acheva ses travaux à la fin de l'année. La première commande arriva en 1782 et plusieurs fabriques et brasseries firent de même peu après. George III visita la brasserie de Whitbread à Londres et fut impressionné par la machine à vapeur. Lors d'une démonstration, Boulton utilisa deux machines pour moudre de la farine au rythme de 150 boisseaux par heure dans la nouvelle manufacture Albion à Londres. Même si le moulin ne fut pas financièrement rentable, selon l'historien Jenny Uglow, cela fit une excellente publicité à la dernière innovation de la société. Avant sa destruction lors d'un incendie en 1791, la renommée du moulin s'étendit dans le monde entier et des commandes pour des machines rotatives arrivèrent du Royaume-Uni mais également des États-Unis et des Indes occidentales.
Entre 1775 et 1800, la société produisit environ 450 machines. Dans le même temps, la concurrence produisit environ 1 000 machines de Newcomen, moins performantes mais moins chères et non sujettes aux restrictions du brevet de Watt. Boulton se vanta auprès de l'écrivain de James Boswell qui visitait Soho, « Je vends ici, Monsieur, ce que le monde désire le plus : de la PUISSANCE ». Le développement d'une machine à vapeur efficace permit le développement d'une industrie à grande échelle et l'existence de villes industrielles comme Manchester.

### Frappe de la monnaie

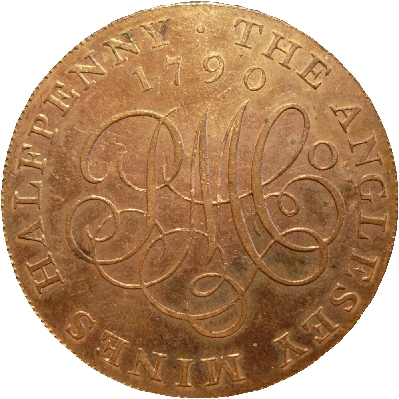
Jeton de 1790 frappé par Boulton pour le compte des mines d'Anglesey.

En 1786, les deux tiers des pièces de monnaie en circulation au Royaume-Uni étaient contrefaites et la Monnaie royale aggrava la situation en arrêtant la frappe de pièces en cuivre entre 1773 et 1821. Le manque fut comblé par des jetons de cuivre frappées pour le compte des marchands. Boulton frappa des millions de ces jetons marchands. À de rares occasions, la Monnaie royale frappa des pièces mais elles étaient relativement grossières car le contrôle de qualité était inexistant.
Boulton avait commencé à s'intéresser à la frappe de la monnaie au milieu des années 1780 car les pièces étaient comme les autres petits objets métalliques qu'il fabriquait. Il possédait également des parts dans plusieurs mines de cuivre de Cornouailles et il possédait un large stock personnel de cuivre qu'il avait acheté lorsque les mines étaient incapables de les vendre ailleurs. Boulton refusa cependant les commandes de fausse monnaie qu'il recevait : « Je ferai tout, loin d'être un dénonciateur contre des personnes individuelles, pour arrêter les malversations des faux monnayeurs de Birmingham ». En 1788, il créa la Monnaie de Soho au sein de sa manufacture. La Monnaie comprenait huit presses à vapeur frappant chacune entre 70 et 84 pièces à la minute. La société eut du mal à obtenir une licence pour frapper des pièces britanniques mais elle fut rapidement engagée pour frapper les pièces de la Compagnie anglaise des Indes orientales en usage en Inde.
La crise monétaire en Grande-Bretagne continuait et dans une lettre adressée au directeur de la Monnaie royale, Lord Hawkesbury (dont le fils devint premier ministre en tant que comte de Liverpool) le 14 avril 1789, Boulton écrivit :

« Au cours de mes voyages, je remarque que je reçois une moyenne de deux tiers de demi-penny contrefaits aux péages, etc. et je crois que le démon augmente chaque jour car la fausse monnaie est mise en circulation par les pires fabricants qui payent ainsi la plus grande partie des salaires de leurs employés. Ils achètent pour 20 shillings de cuivre qu'ils transforment en pièces d'une valeur nominale de 36 shillings d'où un bénéfice très élevé. »

Boulton offrit de frapper les nouvelles pièces à un coût « n'excédant pas la moitié du prix auquel la pièce de cuivre a toujours coûté à la Monnaie de sa majesté ». Il écrivit à son ami, le naturaliste Joseph Banks, au sujet des avantages de ses presses :

« Elle frappera des pièces bien plus vite, bien plus facilement, avec moins de personnes, pour moins cher et avec une qualité bien supérieure à toute autre machine jamais utilisée pour frapper de la monnaie… La pose des pièces ou les flancs sur les coins ne demande pas de précision et elle peut être faite aussi vite que l'on veut. Elle peut travailler nuit et jour sans fatigue grâce à deux équipes de garçons. La machine garde le compte des pièces frappées et ce dernier ne peut être modifié par toute personne employée. L'appareil frappe une inscription sur le flanc avec le même coup qui frappe les deux faces. Elle frappe le champ des pièces de manière bien plus brillante que toute autre presse. Elle crée des pièces parfaitement rondes, toutes du même diamètre et avec exactement la même concentricité, ce qui ne peut pas être fait par les autres machines actuellement utilisées. »

Boulton passa beaucoup de temps à Londres pour essayer d'obtenir un contrat officiel mais en juin 1790, le gouvernement de William Pitt le Jeune repoussa indéfiniment une décision sur la frappe de nouvelles pièces. Dans le même temps, la Monnaie de Soho frappait des pièces pour les compagnies des Indes orientales, de Sierra Leone et de Russie tout en produisant des flans de grande qualité destinées à d'autres Monnaies nationales. La compagnie envoya plus de 20 millions de flans à Philadelphie pour qu'ils soient transformés en cents ou demi-cents par l'United States Mint. Le directeur de la Monnaie américaine, Elias Boudinot, les considéraient « parfaits et élégamment polis ». La haute-technologie de la Monnaie de Soho gagna une réputation croissante et quelque peu gênante car les rivaux de Boulton tentèrent d'espionner la Monnaie tout en essayant de faire pression sur le Parlement pour faire fermer la manufacture.

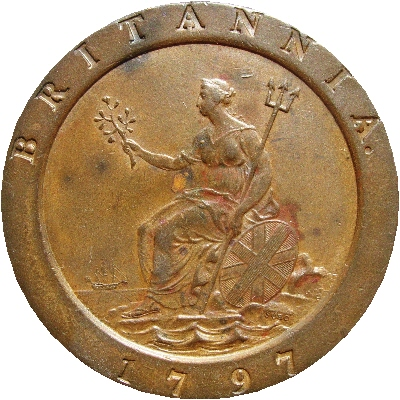
Pièce de deux-pence « cartwheel » produite par Boulton en 1797

La crise monétaire nationale atteignit son apogée en février 1797 lorsque la Banque d'Angleterre arrêta de racheter ses factures avec de l'or. Dans une tentative pour mettre plus d'argent en circulation, le gouvernement adopta un plan pour délivrer de grandes quantités de pièces de cuivre et Lord Hawkesbury convoqua Boulton à Londres le 3 mars 1797 pour l'informer du plan du gouvernement. Quatre jours plus tard, Boulton participa à une réunion du conseil privé et reçut un contrat à la fin du mois. Dans une proclamation datée du 26 juillet 1797, le roi George III fut « gracieusement ravi de donner des consignes pour que des mesures soient prises pour un approvisionnement immédiat de pièces de cuivre parfaitement adaptées au paiement des pauvres laborieux avec des pièces de cuivre dans l'exigence actuelle… qui devraient être adoptées pour des pièces d'un et de deux pence ». La proclamation imposait que les pièces pèsent respectivement une et deux onces pour que leur valeur intrinsèque soit égale à leur valeur faciale. Boulton fit tout son possible pour décourager les contrefacteurs. Conçues par Heinrich Küchler, les pièces présentaient un anneau plus épais gravé ou surimprimés avec des lettres et des chiffres qui étaient difficiles à imiter par les faux-monnayeurs. Les pièces de deux cents mesuraient exactement 1,5 po (3,81 cm) de diamètre et 16 pièces alignées mesuraient 2 pieds (61 cm) de long. La précision des mesures et des masses facilitait la détection des pièces contrefaites trop légères. Küchler conçut également des demi-penny et des farthings ; celles-ci n'étaient pas autorisées par la proclamation et même si des modèles de pièces furent frappés, ils n'entrèrent jamais officiellement en circulation. Les demi-penny mesuraient environ 1⁄10e de pied et les farthings 1⁄12e de pied. Les pièces furent surnommées « cartwheels » (« roue de charrette ») du fait de la grande taille des pièces de deux pences et en référence aux anneaux épais des différentes dénominations. Le penny fut le premier de cette valeur à être frappé en cuivre.
Les pièces de deux pence « cartwheels » ne furent pas frappées à nouveau et la plus grande partie des pièces furent fondues en 1800 lorsque le prix du cuivre augmenta car elles s'étaient révélées trop lourdes pour le commerce et trop difficiles à produire. À la grande déception de Boulton, les nouvelles pièces furent contrefaites en plomb plaqué cuivre dans le mois qui suivit leur mise en circulation. Boulton reçut de nouveaux contrats en 1799 et 1806. Même si le dessin « cartwheel » fut réutilisé pour le penny de 1799, toutes les autres furent frappées avec des flans plus légers pour refléter la hausse du prix du cuivre et portaient des gravures plus conventionnelles,. Boulton réduisit largement le problème de la contrefaçon en ajoutant des lignes sur les flancs des pièces et en frappant des pièces légèrement concaves. Les faux-monnayeurs se concentrèrent alors sur des cibles plus faciles, comme les pièces antérieures à la frappe de Soho, qui furent gardées en circulation du fait du coût du retrait jusqu'à un retrait progressif entre 1814 et 1817.
Watt, dans son eulogie à la mort de Boulton en 1809, déclara :

« En résumé, si M. Boulton n'avait rien fait d'autre dans le monde que ce qu'il a accompli dans l'amélioration de la monnaie, son nom mériterait d'être immortalisé ; et s'il est considéré que cela fut fait au milieu de diverses autres importantes activités, et à un grand prix, pour lequel, il n'aurait pu obtenir aucun retour à l'époque, nous sommes incapables de choisir entre l'admiration de son ingéniosité, de sa persévérance ou de sa munificence. Il a conduit l'ensemble plus comme un souverain que comme un industriel privé et l'amour de la gloire a pour lui toujours été un plus grand stimulus que l'amour du gain. Pourtant il est à espérer que, même suivant ce dernier point de vue, l'entreprise a répondu à ses besoins. »

## Autres activités

### Études scientifiques etLunar Society
Boulton n'avait jamais eu aucune éducation formelle en science. Son associé et membre de la Lunar Society déclara après sa mort :

« M. Boulton est la preuve qu'une grande connaissance scientifique peut être obtenue sans études régulières, grâce à une compréhension juste et rapide, beaucoup d'applications pratiques et une bonne intuition mécanique. Il avait des notions très correctes dans plusieurs branches de philosophie naturelle, était un maître dans tous les arts métalliques et connaissait toute la chimie en lien avec les objets de ses diverses manufactures. L'électricité et l'astronomie étaient à un moment parmi ses passe-temps favoris. »

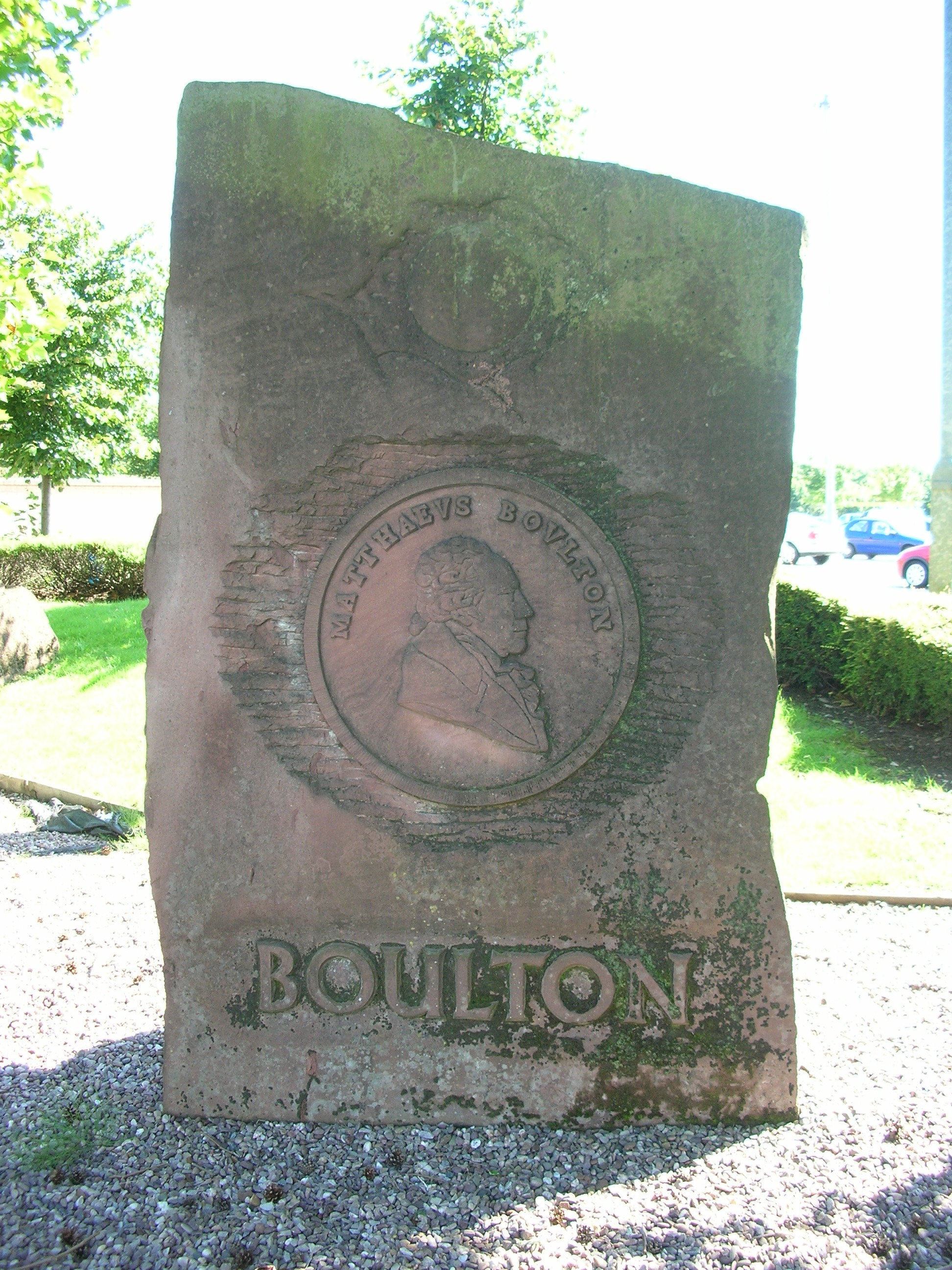
Ce monument honorant Matthew Boulton est l'une des huit pierres consacrées à des membres de la Lunar Society de Birmingham.

Depuis son plus jeune âge, Boulton s'intéressait aux avancées scientifique de son époque. Il rejetait les théories selon lesquelles l'électricité était une manifestation de l'âme humaine, en écrivant « nous connaissons cette matière et il est faux de l'appeler Esprit ». Il qualifiait de telles théories de « chimères ». Son intérêt le fit entrer en contact avec d'autres scientifiques comme John Whitehurst, qui devint également membre de la Lunar Society. En 1758, l'imprimeur et pionnier de l'électricité, Benjamin Franklin de Pennsylvanie visita Birmingham durant l'un de ses séjours prolongés en Grande-Bretagne. Il y rencontra Boulton qui le présenta à ses amis. Boulton travailla avec Franklin pour essayer de contenir de l'électricité dans une bouteille de Leyde et lorsque l'imprimeur eut besoin de nouveaux verres pour son glassharmonica (une version mécanisée du verrillon), il les obtint auprès de Boulton.
Malgré les contraintes posées par l'expansion de son entreprise, Boulton continua son travail « philosophique » (comme l'expérimentation scientifique était alors appelée). Il nota dans ses cahiers ses observations sur les points de fusion et d'ébullition du mercure, sur le pouls de personnes de différents âges, sur les mouvements des planètes et comment faire de la cire à cacheter ou de l'encre invisible. Cependant, Erasmus Darwin, un autre membre de la Lunar Society, lui écrivit en 1763, « comme vous être maintenant un homme d'affaires laborieux et sérieux, j'ose à peine vous demander de me rendre un service du point de vue philosophique ».
Les scientifiques de Birmingham, dont Boulton, Whitehurst, Keir, Darwin, Watt (après son arrivée à Birmingham), Josiah Wedgwood et Joseph Priestley commencèrent à se rencontrer de manière informelle à la fin des années 1750. Ces rassemblements se transformèrent en réunions mensuelles au moment de la pleine lune pour que sa lumière permette aux participants de rentrer plus facilement chez eux, une pratique courante des clubs britanniques de l'époque. Le groupe se nomma lui-même la « Lunar Society » et à la suite de la mort de William Small, l'un de ses membres en 1775, qui avait coordonné informellement les communications entre les participants, Boulton prit des mesures pour organiser les réunions sur une base formelle. Ils se rencontraient les dimanche à partir de 14 h et poursuivaient leurs discussions jusque vers 20 h.
Sans être un membre officiel de la Lunar Society, Joseph Banks y était actif. En 1768, Banks partit avec le capitaine James Cook dans son exploration du Pacifique Sud et emmena avec lui des boucles d'oreilles en verre fabriquées à Soho pour offrir aux indigènes. En 1776, Cook commanda un instrument à Boulton probablement pour la navigation. Boulton préférait généralement ne pas se lancer dans des projets prolongés et il avertit Cook que sa réalisation prendrait plusieurs années. En juin 1776, Cook partit pour un voyage au cours duquel il fut tué à Hawaï trois ans plus tard et les documents de Boulton ne donnent plus aucune mention de l'instrument.
En plus des échanges et des expériences scientifiques réalisées par le groupe, Boulton avait des relations professionnelles avec plusieurs de ses membres. Watt et Boulton furent partenaires durant un quart de siècle. Boulton acheta des vases de la poterie de Wedgwood pour les décorer et il envisagea de former un partenariat avec lui. Keir était un associé et un fournisseur de longue-date de Boulton mais il ne devint jamais son partenaire comme il l'avait espéré.
En 1785, Boulton et Watt furent élus membres de la Royal Society. Selon Whitehurst, qui écrivit une lettre de félicitation à Boulton, il n'y eut pas un seul vote contre lui.
Même si Boulton espérait que ses activités pour la Lunar Society « empêcherait le déclin d'une Société qu'il espérait durable » car ses membres décédés ou partis n'étaient pas remplacés. En 1813, quatre ans après sa mort, la Société fut dissoute et une loterie fut organisée pour répartir ses biens. Comme il n'y avait pas de comptes rendus des réunions, il ne reste peu d'informations sur les rassemblements. L'historien Jenny Uglow écrivit sur l'impact durable de la Société :

« Les membres de la Lunar Society ont été qualifiés de pères de la Révolution industrielle… L'importance de cette Société particulière dérivait de ses travaux pionniers en chimie, en physique, en ingénierie et en médecine associés avec une implication dans l'industrie et le commerce et avec des idéaux politiques et sociaux. Ses membres étaient des représentants brillants du réseau scientifique informel transcendant les classes sociales, mélangeant les qualités héréditaires des artisans avec les avancées théoriques des scientifiques, qui fut un facteur clé dans le bond en avant britannique par rapport au reste de l'Europe. »

### Travail communautaire

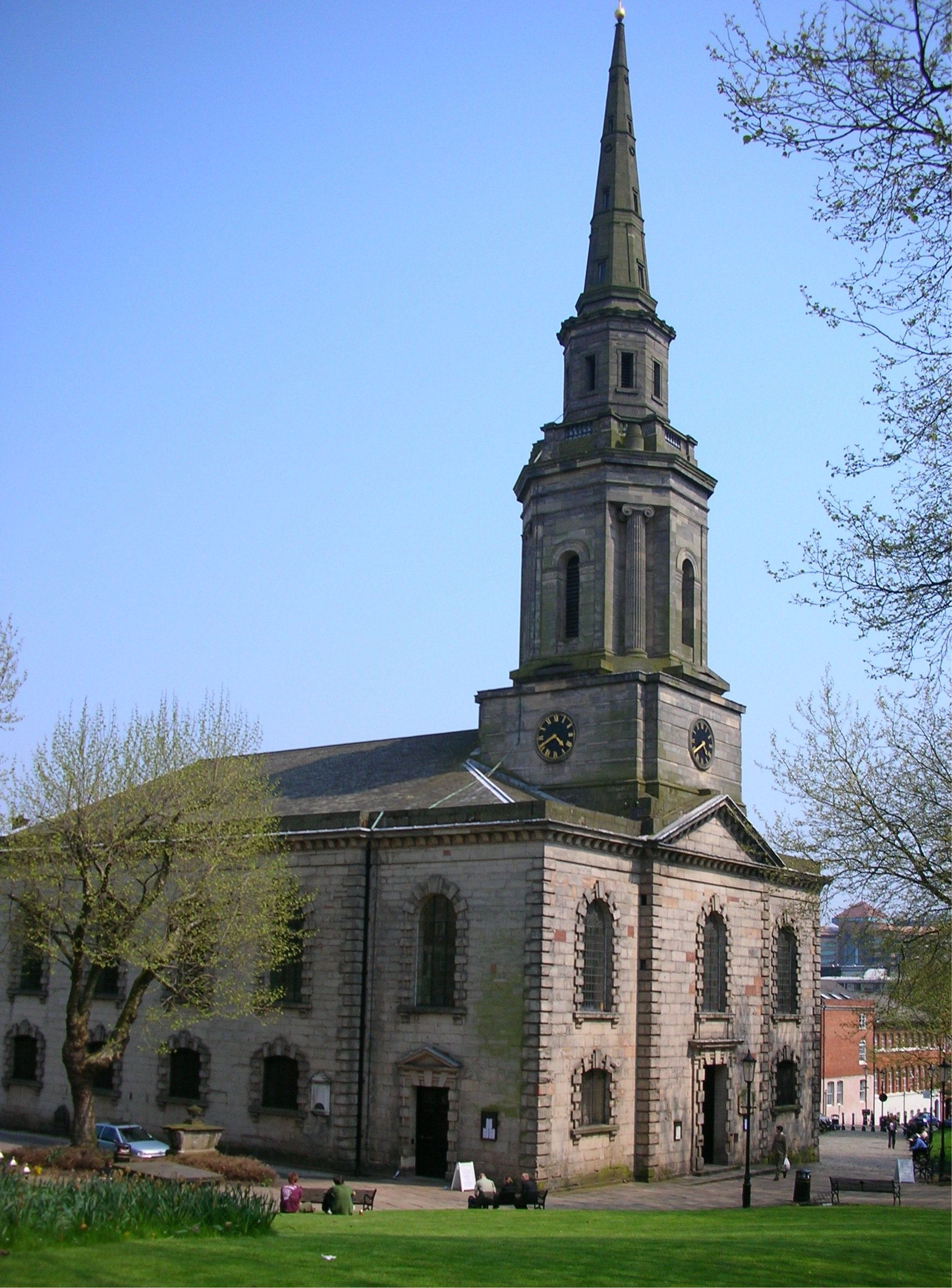
L'église St Paul où Boulton était un paroissien

Boulton était largement impliqué dans les activités sociales de Birmingham. Son ami, John Ash, cherchait depuis longtemps à construire un hôpital dans la ville. Grand admirateur de la musique de Georg Friedrich Haendel, Boulton proposa l'idée d'un festival de musique à Birmingham pour lever des fonds pour l'hôpital. Le festival eut lieu en septembre 1768, le premier d'une série qui continua jusqu'au milieu du XXe siècle. L'hôpital ouvrit en 1779. Boulton participa également à la construction du Dispensaire général où les malades pouvaient obtenir des soins en consultation externe. En fervent partisan du Dispensaire, il en fut le trésorier, et écrivit « si les fonds de l'institution ne sont pas suffisants, je compléterai la différence ». Le Dispensaire devint trop grand pour ses bâtiments d'origine et un nouveau bâtiment fut ouvert à Temple Row en 1808 peu avant la mort de Boulton.
Boulton participa à la fondation du New Street Theatre en 1774 et il écrivit plus tard qu'avoir un théâtre encourageait les visiteurs aisés à venir à Birmingham et à dépenser leur argent. Boulton essaya d'obtenir sa reconnaissance en tant que théâtre patenté avec une charte royale ; il échoua en 1779 mais réussit en 1807. Il défendit également la chorale de l'Oratorio de Birmingham et collabora avec le fabricant de boutons et le défenseur de musique amateur, Joseph Moore, pour organiser une série de concerts privés en 1799. Lorsque des représentations du Messiah furent organisés à l'abbaye de Westminster en 1784 pour célébrer le centenaire de la naissance de Haendel et les 25 ans de sa mort, Boulton y assista et écrivit, « je ne saurais dire laquelle était la plus magnifique, la musique ou la scène. Les deux étaient sublimement magnifiques et je n'avais pas de mots pour les décrire. Dans le grand Halleluja, mon âme a presque quitté mon corps ».
Inquiet du niveau de criminalité à Birmingham, Boulton se lamenta que « les rues sont infestées de midi à minuit par des prostituées ». À une époque où la police n'existait pas encore, Boulton participa à un comité pour organiser des patrouilles nocturnes de volontaires dans les rues réduire le crime. Il défendit la formation de milices en offrant de l'argent et des armes. En 1794, il fut élu au poste de High Sheriff du Staffordshire, son comté de résidence.
En plus de chercher à améliorer la vie locale, Boulton s'intéressa aux affaires mondiales. Initialement compréhensif envers les doléances des colons américains, Boulton changea d'avis lorsqu'il réalisa qu'une Amérique indépendante pourrait menacer le commerce britannique et en 1775, il organisa une pétition pour presser le gouvernement d'adopter une ligne dure contre les colons. Néanmoins, après la réussite de la guerre d'indépendance des États-Unis, il reprit le commerce avec les anciennes colonies. Il était mieux disposé envers la Révolution française car il considérait que ses causes étaient justifiées même s'il fut horrifié par les excès du gouvernement révolutionnaire. Au début de la guerre contre la France, il acheta des armes pour une compagnie de volontaires destinée à résister à une invasion française.

## Mort et héritage

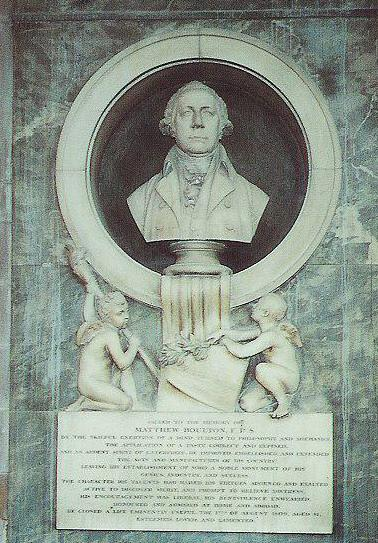
Monument honorant Matthew Boulton par John Flaxman.

Lorsque Boulton devint veuf en 1783, il fut laissé avec la charge de ses deux enfants adolescents. Ni son fils Matthew Robinson Boulton ni sa fille Anne n'avaient une santé robuste ; le jeune Matthew était souvent malade et était un élève médiocre qui changea souvent d'école jusqu'à ce qu'il rejoigne l'entreprise de son père en 1790 ; Anne souffrait de la jambe et cela l'empêcha d'apprécier pleinement sa vie. Malgré ses absences prolongées du fait de son travail, Boulton avait une profonde affection pour sa famille. en janvier 1780, il écrivit à sa femme :

« Rien ne pourrait pallier cette longue, froide et très distante séparation d'avec ma chère épouse et mes enfants mais la connaissance certaine que je prépare leur aisance, leur bonheur et leur prospérité et quand il s'agit de cet objectif final, aucune privation ne pourrait m'empêcher de l'atteindre. »

Avec l'expiration du brevet en 1800, Boulton et Watt se retirèrent du partenariat et transférèrent leurs rôles à leurs fils. Les deux fils appliquèrent des changements en arrêtant rapidement les visites publiques de la manufacture de Soho qui avaient fait la fierté de Boulton père durant sa période à Soho. Boulton resta actif durant sa retraite et continua de gérer la Monnaie de Soho. Lorsqu'une nouvelle Monnaie Royale fut construite à Londres à Tower Hill en 1805, Boulton reçut un contrat pour l'équiper avec des machines modernes. Sa poursuite d'activité peina Watt, qui s'était entièrement retiré de Soho et qui écrivit à Boulton en 1804, « vos amis s'inquiètent largement que votre attention nécessaire aux opérations de frappe n'endommage votre santé ».
Boulton aida à résoudre la pénurie de pièces d'argent en persuadant le gouvernement de le laisser refrapper le large stock de dollars espagnols de la Banque d'Angleterre avec un dessin britannique. La Banque avait essayé de mettre en circulation les dollars en contrefrappant les pièces sur les flancs représentant le roi d'Espagne avec un petit portrait de George III mais le public était réticent à les utiliser en partie du fait de la contrefaçon. Cette tentative inspira le couplet, The Bank to make their Spanish Dollars pass/Stamped the head of a fool on the neck of an ass (« la Banque pour faire passer ses dollars espagnols/frappa la tête d'un fou sur le cou d'un idiot ») car Boulton écrasa l'ancien dessin lors de la refrappe. Même si Boulton ne parvint pas à empêcher la contrefaçon (des faux de haute qualité arrivèrent dans les bureaux de la Banque quelques jours après leur émission), ces pièces circulèrent jusqu'à ce que la Monnaie royale frappe à nouveau de grandes quantités de pièces en argent en 1816 et retira les pièces de Boulton. Il supervisa l'émission finale de ses pièces de cuivre pour la Grande-Bretagne et la mise en circulation d'une grande quantité de pièces de cuivre en Irlande en 1806. Même lorsque sa santé déclina, ses servants l'emmenaient depuis sa résidence de Soho House jusqu'à la manufacture où il s'asseyait et regardait les machines qui furent exceptionnellement occupées en 1808 par la frappe de près de 90 000 000 pièces pour la Compagnie des Indes orientales. Il écrivit, « de tous les sujets mécaniques auxquels je me suis intéressé, il n'y en a aucun où je me suis engagé avec autant d'ardeur que celui d'amener à la perfection l'art de la frappe de la monnaie ».
Au début de l'année 1809, il tomba gravement malade. Il souffrait depuis longtemps de calculs rénaux qui lui causaient de grandes douleurs. Il mourut dans sa résidence de Soho House le 17 août 1809 et fut enterré dans le cimetière de l'église St Mary de Birmingham ; l'église fut ensuite agrandie sur le site de sa tombe. À l'intérieur de l'église, sur le mur nord du sanctuaire se trouve un large monument en son honneur érigé à l'initiative de son fils par le sculpteur John Flaxman. Il inclut un buste en marbre de Boulton situé dans une ouverture circulaire au-dessus de deux puttos.

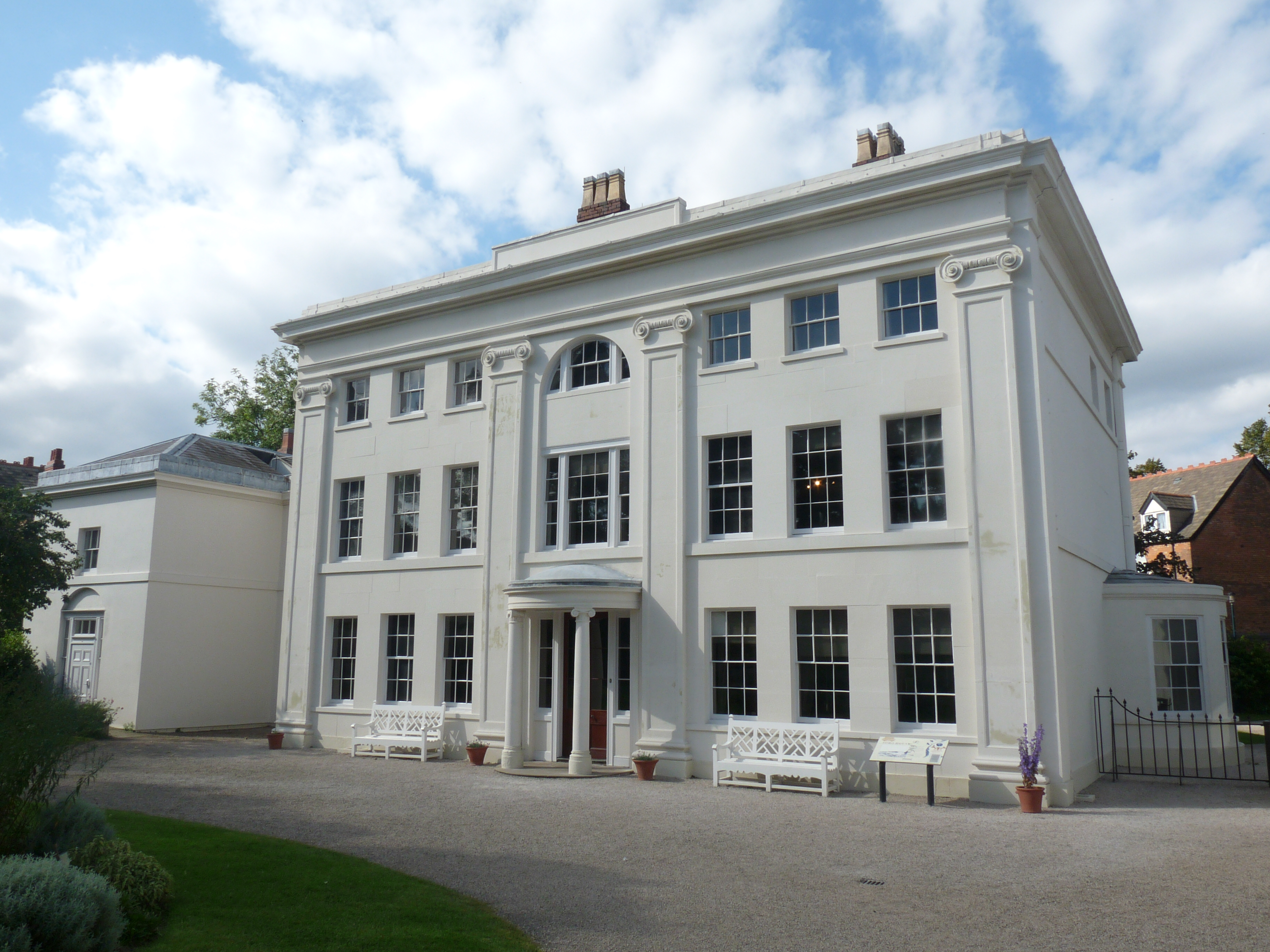
La Soho House en 2009

Boulton est honoré par plusieurs mémoriaux et d'autres monuments commémoratifs dans et autour de Birmingham. Soho House, sa résidence de 1766 à sa mort est aujourd'hui un musée de même que son premier atelier, le moulin de Sarehole. Les archives de Soho se trouvent aujourd'hui aux archives de la ville de Birmingham. Il est commémoré par trois plaques bleues sur sa maison de naissance à Steelhouse Lane, à Soho House et au moulin de Sarehole. Une statue dorée de Boulton, Watt et Murdoch réalisée par William Bloye se trouve à l'extérieur de l'ancien bureau de l'état civil dans le centre de Birmingham. Le Matthew Boulton College fut nommé en son honneur en 1957. En 2009, la ville de Birmingham organisa un « festival d'une année célébrant la vie, l'œuvre et l'héritage de Matthew Boulton ». En mars 2009, Boulton fut honoré sur un timbre du Royal Mail.
Le 29 mai 2009, la Banque d'Angleterre annonça que Boulton et Watt apparaîtrait sur le nouveau billet de 50 £. Le dessin était le premier à présenter un double portait sur un billet de la Banque d'Angleterre et représente les deux industriels cote à cote avec l'image d'une machine à vapeur et la manufacture de Soho de Boulton. Des citations attribuées aux deux hommes figurent sur le billet : « Je vends ici, Monsieur, ce que le monde désire le plus : de la PUISSANCE » (Boulton) et « Je ne peux ôter mes pensées de cette machine » (Watt). Les billets entrèrent en circulation le 2 novembre 2011.